# Маргарета фон Гелдерн
Маргарета фон Гелдерн (на немски: Margarethe von Geldern; * 11 август 1436, Граве; † 2 ноември 1486, Зимерн) от Дом Егмонт, е принцеса от Херцогство Гелдерн и чрез женитба графиня на Спонхайм (1454 – 1480) и пфалцграфиня и херцогиня на Пфалц-Зимерн (1459 – 1480).

## Живот
Дъщеря е на херцог Арнолд от Егмонт (1410 – 1473) и първата му съпруга Катарина фон Клеве (1417 – 1479), дъщеря на херцог Адолф II фон Клеве. Сестра е на шотландската кралица Мария Гелдерландска, от 3 юли 1449 г. съпруга на крал Джеймс II.
Маргарета се омъжва на 6 август 1454 г. в Лобит (Нидерландия) за пфалцграф и херцог Фридрих I фон Пфалц-Зимерн (1417 – 1480) от династията Вителсбахи.
Тя умира в Зимерн на 50 години и е погребана в манастир Августин в Равенгирсбург при Зимерн.

## Деца
Маргарета и Фридрих I имат децата:
- Катарина (1455 – 1522), абатеса в манастир Св. Клара в Трир
- Стефан (1457 – 1489), домхер на катедралите в Страсбург, Майнц и Кьолн
- Вилхелм (*/† 1458)
- Йохан I (1459 – 1509), пфалцграф на Зимерн (1480 – 1509)

∞ графиня Йохана фон Насау-Саарбрюкен (1464 – 1521)
- Фридрих (1460 – 1518), домхер на катедралите на Кьолн, Шпайер, Трир, Майнц, Магдебург и Страсбург
- Рупрехт (1461 – 1507), като Рупрехт II 45. епископ на Регенсбург (1492 – 1507)
- Анна (1465 – 1517), монахиня в Трир
- Маргарета (1466 – 1506), монахиня в Трир
- Хелена (1467 – 1555), приор в манастир Св. Агнес в Трир
- Вилхелм (1468 – 1481), домхер в Трир